# Берксток
Берксток (BERKSTOCK) e рок фестивал, организиран по подобие на легендарния Удсток. Провеждал се е в периода 1998 – 2005 г. в град Берковица, България, на около 80 km от София. Хедлайнери на фестивала от 2005 г. са легендарната шотландска пънк група Exploited.
Берксток за първи път се провежда през 1998 г. с участието на БТР, Владимир Тотев, Камен Кацата, Амузия и др. През годините на Берксток са свирили повече от 150 групи, сред които Babyface Clan, Korozy, Подуене Блус Бенд, Д2, Мастило, Каризма, Zornik. На сцената на Берксток е пял Джо Лин Търнър и Алкатраз с Греъм Бонит.
В края на 2011 г. Общинският съвет на гр. Берковица единодушно гласува рок фестивалът да бъде възстановен през 2012 г. Решено е той да се проведе на 29, 30 юни, 1 юли. Фестивалът остава безплатен.